# Daju
Daju (kinesiska: 达居, 达居乡) är en socken i Kina. Den ligger i den autonoma regionen Tibet, i den sydvästra delen av landet, omkring 340 kilometer väster om regionhuvudstaden Lhasa. Antalet invånare är 4 407. Befolkningen består av 2 170 kvinnor och 2 237 män. Barn under 15 år utgör 28,0 %, vuxna 15-64 år 65 %, och äldre över 65 år 6,0 %.
Genomsnittlig årsnederbörd är 521 millimeter. Den regnigaste månaden är juli, med i genomsnitt 171 mm nederbörd, och den torraste är mars, med 2 mm nederbörd.